# 4-Benzoyl-L-phenylalanin
4-Benzoyl-L-phenylalanin ist eine chemische Verbindung aus der Gruppe der nichtproteinogenen Aminosäuren.

## Eigenschaften
4-Benzoyl-L-phenylalanin wird in der Biochemie zur Vernetzung und zur Photoaffinitätsmarkierung von Proteinen verwendet. Dabei wird es im Zuge einer Peptidsynthese anstelle von Tyrosin in Proteine eingebaut. Bei anschließender Bestrahlung mit UV-Licht wird die radikalische Vernetzungsreaktion ausgelöst.